# Copa del Generalísimo de baloncesto 1946
La Copa del Generalísimo de baloncesto o el Campeonato de España 1946 fue la número 10.º, donde su final se disputó en el Plaza de toros de las Arenas de Barcelona el 22 de julio de 1945.

## Fase previa
Se disputó una fase previa en forma de liguilla con 20 equipos de Castilla, Cataluña, Aragón, Asturias, Levante, Galicia, Cantabria, Guipúzcoa, Baleares y Andalucía, distribuidos en cinco grupos geográficos:
- Zona Centro I (4): CF Barcelona, Real Madrid CF, Canoe NC, CN Helios
- Zona Centro II (4): CD Layetano, UE Montgat, América BC, UD Huesca
- Zona Norte I (5): Juventud SEU, SEU Salamanca, San Pedro, Liceo de Monelos, Constitución de Vigo
- Zona Norte II (4): FJ Santander, Huracán de Valladolid, GC Covadonga, Guardia Municipal
- Zona Sur I (4): Real Club de Regatas, Centauros, Gimnasio Valencia, CN Palma
- Zona Sur II (3): Instituto de Almería, Glut, FJ Murcia

Los campeones y subcampeones de los grupos de la Zona Centro, así como los campeones de los otros tres grupos (el campeón absoluto de la Zona Norte y el campeón de la Zona Sur), se clasifican  para cuartos de final.
Nota: Debido a la irregularidad del calendario en esta fase previa no han sido rescatados todos los resultados de dicha fase, en caso de no haber sido rescatado se indicará con ND (No Determinado).

### Zona Centro
Se disputó una liga a doble vuelta entre el 2 de febrero y el 10 de marzo.

#### Zona Centro I
| Pos. | Equipo         | PJ | G | P | GF  | GC  | DG   | Pts | Clasificación o descenso      |       | BAR   | RMB   | CAN   | HEL   |
| ---- | -------------- | -- | - | - | --- | --- | ---- | --- | ----------------------------- | ----- | ----- | ----- | ----- | ----- |
| 1    | CF Barcelona   | 6  | 6 | 0 | 300 | 162 | +138 | 12  | Clasifican a las Semifinales  |       | —     | 44–21 | 48–13 | 59–19 |
| 2    | Real Madrid CF | 6  | 4 | 2 | 247 | 187 | +60  | 10  | Acceso a los Cuartos de final |       | 48–51 | —     | 50–22 | 52–22 |
| 3    | Canoe NC       | 6  | 2 | 4 | 147 | 214 | −67  | 8   |                               |       | 32–38 | 24–37 | —     | 37–21 |
| 4    | CN Helios      | 6  | 0 | 6 | 135 | 266 | −131 | 6   |                               | 29–60 | 24–39 | 10–19 | —     |       |

 Fuente: Linguasport

#### Zona Centro II
| Pos. | Equipo      | PJ | G | P | GF  | GC  | DG   | Pts | Clasificación o descenso      |       | LAY   | MON   | AME   | HUE   |
| ---- | ----------- | -- | - | - | --- | --- | ---- | --- | ----------------------------- | ----- | ----- | ----- | ----- | ----- |
| 1    | CD Layetano | 6  | 5 | 1 | 277 | 173 | +104 | 11  | Clasifican a las Semifinales  |       | —     | 31–19 | 47–19 | 65–23 |
| 2    | UE Montgat  | 6  | 4 | 2 | 246 | 190 | +56  | 10  | Acceso a los Cuartos de final |       | 41–39 | —     | 38–34 | 64–26 |
| 3    | América BC  | 6  | 3 | 3 | 209 | 215 | −6   | 9   |                               |       | 38–47 | 34–32 | —     | 39–33 |
| 4    | UD Huesca   | 6  | 0 | 6 | 159 | 313 | −154 | 6   |                               | 33–48 | 26–52 | 18–45 | —     |       |

 Fuente: Linguasport

### Zona Norte

#### Zona Norte I
| Pos. | Equipo               | PJ | G | P | GF | GC | DG  | Pts | Clasificación o descenso         |       | JUV   | SAL   | SPE   | LIC   | CON   |
| ---- | -------------------- | -- | - | - | -- | -- | --- | --- | -------------------------------- | ----- | ----- | ----- | ----- | ----- | ----- |
| 1    | Juventud SEU         | 1  | 1 | 0 | 35 | 13 | +22 | 2   | Clasifican a la Final Zona Norte |       | —     | 23–10 | 35–13 | ND    | 42–19 |
| 2    | SEU Salamanca        | 0  | 0 | 0 | 0  | 0  | 0   | 0   |                                  |       | 19–28 | —     | 2–0   | 15–9  | 2–0   |
| 3    | San Pedro            | 1  | 0 | 1 | 13 | 35 | −22 | 1   |                                  | ND    | 12–17 | —     | 19–13 | 11–10 |       |
| 4    | Liceo de Monelos     | 0  | 0 | 0 | 0  | 0  | 0   | 0   |                                  | 37–11 | 22–17 | 44–10 | —     | 34–11 |       |
| 5    | Constitución de Vigo | 0  | 0 | 0 | 0  | 0  | 0   | 0   |                                  | 16–15 | 24–14 | 25–4  | ND    | —     |       |

 Fuente: Linguasport
Notas:
1. 1 2 3 4 5  Se desconoce la clasificación final, simplemente se sabe que el primero fue el Juventud SEU.

#### Zona Norte II
| Pos. | Equipo                | PJ | G | P | GF | GC | DG | Pts | Clasificación o descenso         |       | HUR   | SAN | COV   | GUA   |
| ---- | --------------------- | -- | - | - | -- | -- | -- | --- | -------------------------------- | ----- | ----- | --- | ----- | ----- |
| 1    | Huracán de Valladolid | 0  | 0 | 0 | 0  | 0  | 0  | 0   | Clasifican a la Final Zona Norte |       | —     | ND  | ND    | 25–18 |
| 2    | FJ Santander          | 0  | 0 | 0 | 0  | 0  | 0  | 0   |                                  |       | 5–6   | —   | 26–24 | 30–24 |
| 3    | GC Covadonga          | 0  | 0 | 0 | 0  | 0  | 0  | 0   |                                  | 19–13 | 22–13 | —   | 29–20 |       |
| 4    | Guardia Municipal     | 0  | 0 | 0 | 0  | 0  | 0  | 0   |                                  | ND    | 13–15 | ND  | —     |       |

 Fuente: Linguasport
Notas:
1. 1 2 3 4  Se desconoce la clasificación final, simplemente se sabe que el primero fue el Huracán de Valladolid

#### Final Zona Norte
El equipo vencedor accede a los cuartos de final.
| Equipo 1              | Agr.  | Equipo 2     | Ida   | Vuelta |
| --------------------- | ----- | ------------ | ----- | ------ |
| Huracán de Valladolid | 50–55 | Juventud SEU | 29–18 | 21–37  |

### Zona Sur

#### Zona Sur I
| Pos. | Equipo               | PJ | G | P | GF | GC | DG | Pts | Clasificación o descenso       |    | REG   | CEN | GIM | PAL |
| ---- | -------------------- | -- | - | - | -- | -- | -- | --- | ------------------------------ | -- | ----- | --- | --- | --- |
| 1    | Real Club de Regatas | 0  | 0 | 0 | 0  | 0  | 0  | 0   | Clasifican a la Final Zona Sur |    | —     | ND  | ND  | ND  |
| 2    | Centauros            | 0  | 0 | 0 | 0  | 0  | 0  | 0   |                                |    | 19-25 | —   | ND  | ND  |
| 3    | Gimnasio Valencia    | 0  | 0 | 0 | 0  | 0  | 0  | 0   |                                | ND | ND    | —   | ND  |     |
| 4    | CN Palma             | 0  | 0 | 0 | 0  | 0  | 0  | 0   |                                | ND | ND    | ND  | —   |     |

 Fuente: Linguasport
Notas:
1. 1 2 3 4  Se desconoce la clasificación final, simplemente se sabe que el primero fue el Real Club de Regatas.

#### Zona Sur II
| Pos. | Equipo               | PJ | G | P | GF  | GC  | DG  | Pts | Clasificación o descenso       |       | MUR   | ALM   | GLU   |
| ---- | -------------------- | -- | - | - | --- | --- | --- | --- | ------------------------------ | ----- | ----- | ----- | ----- |
| 1    | FJ Murcia            | 4  | 3 | 1 | 105 | 75  | +30 | 7   | Clasifican a la Final Zona Sur |       | —     | 26–11 | 29–11 |
| 2    | Instituto de Almería | 4  | 2 | 2 | 102 | 75  | +27 | 6   |                                |       | 37–24 | —     | 37–5  |
| 3    | Glut                 | 4  | 1 | 3 | 52  | 109 | −57 | 5   |                                | 16–26 | 20–17 | —     |       |

 Fuente: Linguasport
Notas:
1. 1 2 3  Se desconoce la clasificación final, así como el equipo que clasificó para la Final Zona Sur.

#### Final Zona Sur
El equipo vencedor accede a los cuartos de final.
| Equipo 1             | Agr. | Equipo 2    | Ida | Vuelta |
| -------------------- | ---- | ----------- | --- | ------ |
| Real Club de Regatas | ND   | Desconocido | ND  | ND     |

## Cuartos de final
Los partidos de ida se jugaron el 12 de mayo y los de vuelta el 19 de junio.
| Equipo 1       | Agr.   | Equipo 2             | Ida   | Vuelta |
| -------------- | ------ | -------------------- | ----- | ------ |
| CF Barcelona   | Exento |                      |       |        |
| CD Layetano    | Exento |                      |       |        |
| Real Madrid CF | 112–52 | Juventud SEU         | 64–22 | 48–30  |
| UE Montgat     | 72–35  | Real Club de Regatas | 47–20 | 25–15  |

## Semifinales
Los partidos de ida se jugaron el 2 de junio y los de vuelta el 9 de junio. Los partidos de desempate se disputaron el 16 de junio.
| Equipo 1    | Agr.  | Equipo 2       | Ida   | Vuelta | Desempate |
| ----------- | ----- | -------------- | ----- | ------ | --------- |
| CD Layetano | 94–95 | CF Barcelona   | 28–30 | 33–31  | 33-34     |
| UE Montgat  | 91–75 | Real Madrid CF | 52–34 | 39–41  | –         |

## Final
El padre Eusebio Millán, introductor del baloncesto en España allá por 1921, presenció el encuentro desde el palco presidencial del coso barcelonés.
| 30 de junio de 1946, 11:30 | CF Barcelona                       | 44–35                              | UE Montgat                         | |  |
| 11:30 GTM+1                | Marcador por tiempos: 19–20, 25–15 | Marcador por tiempos: 19–20, 25–15 | Marcador por tiempos: 19–20, 25–15 | |  |
|                            | Estadísticas Joan Ferrando 15      | Pts                                | Estadísticas Baró 11               | Pabellón: Plaza de toros de las Arenas, Barcelona Asistencia: 8.000 espectadores Árbitros: Jacinto Ardevínez (Colegio Centro) |  |

| Campeón de la Copa del Generalísimo 1946 |
| ---------------------------------------- |
| CF Barcelona 3.º título                  |